# Naturpark Hohe Wand
Naturpark Hohe Wand är ett naturreservat i Österrike.   Det ligger i förbundslandet Niederösterreich, i den östra delen av landet, 50 km sydväst om huvudstaden Wien.
I omgivningarna runt Naturpark Hohe Wand växer i huvudsak blandskog. Runt Naturpark Hohe Wand är det ganska tätbefolkat, med 75 invånare per kvadratkilometer.